# Эль-Ханаш
Эль-Ханаш (араб. الحنش‎) — деревня на северо-западе Иордании, расположенная на территории мухафазы Аджлун. Входит в состав района Аджлун.

## Географическое положение
Деревня находится в восточной части мухафазы, в гористой местности, к востоку от реки Иордан, к северу от реки Эз-Зарка, на расстоянии приблизительно 26 километров (по прямой) к северо-западу от столицы страны Аммана.

## Население
По данным официальной переписи 2015 года численность население составляла 12 человек (5 мужчин и 7 женщин). В деревне насчитывалось 3 домохозяйства.
Динамика численности населения Эль-Ханаша по годам:
| 1994 | 2015 |
| ---- | ---- |
| 0    | 12   |